# Inferno (Lacrimosa)
Inferno è il quarto album di studio del gruppo tedesco Lacrimosa.
Come nell'album precedente, Satura (1993), le tematiche sono sempre tetre, ma di tanto in tanto, in mezzo alla deprimente cornice, comincia a comparire qualche sprazzo isolato di luce. 
Inizia inoltre l'introduzione più stabile nel sound di chitarre elettriche e basso, elementi rock che lentamente vengono sempre più messi in risalto.

## Tracce
1. Intro - 02:11
2. Kabinett der Sinne ("Cabinetto dei sensi") - 09:18
3. Versiegelt glanzumströmt - 07:28
4. No blind eyes can see - 09:16
5. Schakal - 10:13
6. Vermächtnis der Sonne ("Eredità del Sole") - 04:09
7. Copycat - 04:56
8. Der Kelch des Lebens ("La coppa della vita") - 14:04